# Wiesenau (Naturschutzgebiet)
Das Naturschutzgebiet Wiesenau (Ausspracheⓘ) gehört zum Biosphärenreservat Spreewald und liegt auf dem Gebiet der Stadt Lübben im Landkreis Dahme-Spreewald in Brandenburg.
Das Gebiet mit der Kenn-Nummer 1276 wurde mit Verordnung vom 1. Oktober 1990 unter Naturschutz gestellt. Das rund 135 ha große Naturschutzgebiet erstreckt sich östlich von Hartmannsdorf, einem Ortsteil der Stadt Lübben. Am nördlichen Rand des Gebietes erstreckt sich das Lachsluch II. Durch den westlichen Bereich fließt die Spree, östlich verläuft die Landesstraße L 42.

## Bedeutung
Das Gebiet umfasst ein „vielgestaltiges Mosaik von Lebensräumen mit offengelassenen Parkanlagen, Teichen, Altarmen, Verlandungszonen, Feuchtwiesen und Trockenrasen sowie verschiedenen Waldtypen“.